# Habichtshöfe
Die Habichtshöfe sind zum Möckmühler Ortsteil Züttlingen im Landkreis Heilbronn im nördlichen Baden-Württemberg zählende Bauernhöfe.

## Geschichte
Der ursprüngliche Habichtshof (auch nur Habicht) östlich von Züttlingen an der Grenze zum Harthäuser Wald wurde vom Züttlinger Grundherren Johann Friedrich von Ellrichshausen (1680–1723) errichtet. Im Hof befand sich zeitweilig ein Wirtshaus.